# Monika Adamczyk-Garbowska
Monika Antonina Adamczyk-Garbowska (ur. 1956 w Lublinie) – polska literaturoznawczyni, profesor nauk humanistycznych, specjalistka w zakresie literatury amerykańskiej i porównawczej.

## Życiorys
W 1995 r. uzyskała stopień doktora habilitowanego. Jest kierowniczką Zakładu Kultury i Historii Żydów w Instytucie Kulturoznawstwa na Wydziale Humanistycznym UMCS. Zajmuje się tłumaczeniem literatury angielskiej i jidysz. Pełni funkcję redaktorki czasopisma „Akcent”. Członkini redakcji rocznika „Polin: Studies in Polish Jewry”, wydawanego przez Brandeis University w USA.
W l. 1998–1999 Fulbright Visiting Scholar na Brandeis University.

## Wybrane publikacje

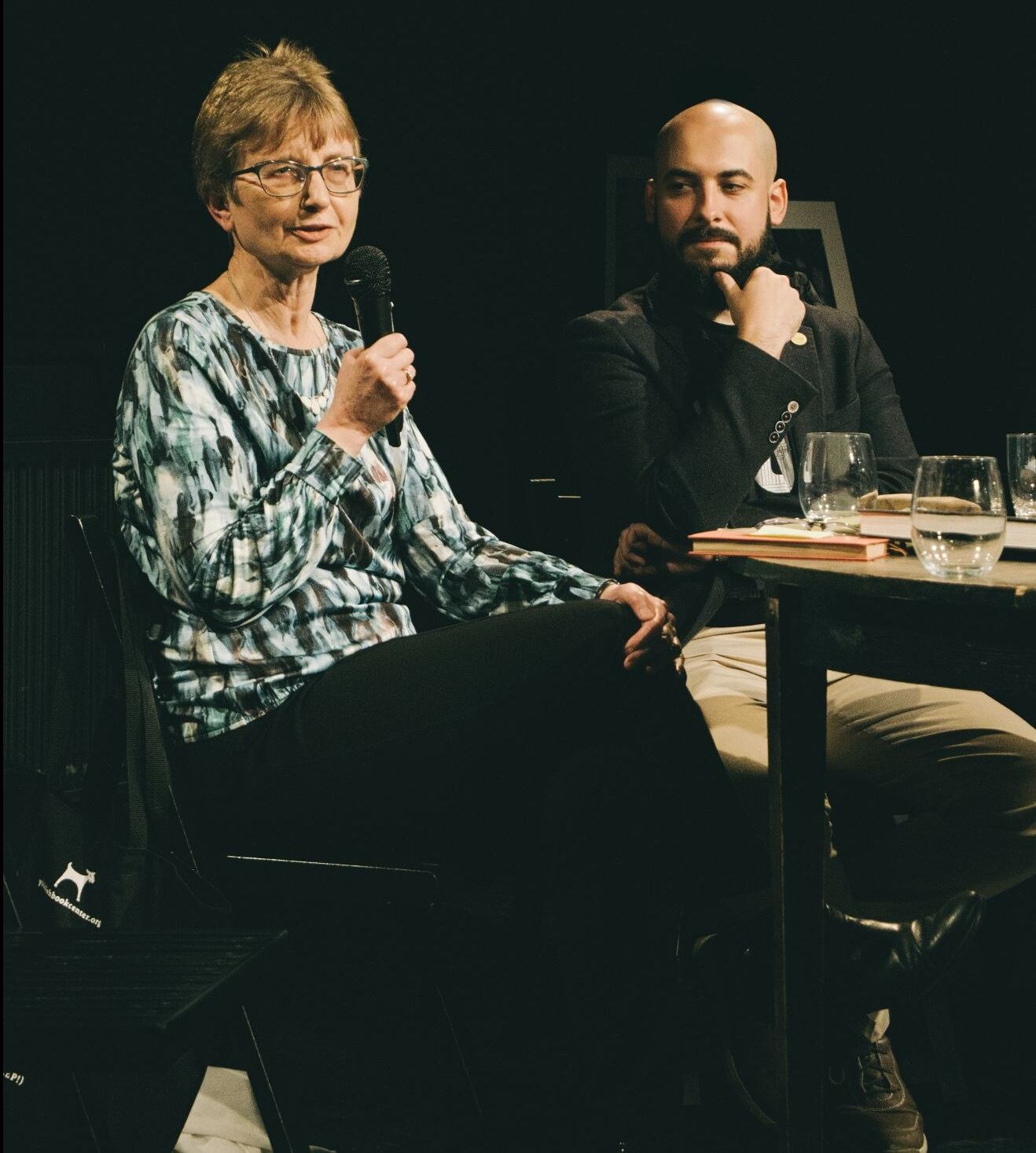
Monika Adamczyk-Garbowska podczas prezentacji książki „Sztukmistrz z Lublina”

- Monika Adamczyk-Garbowska podczas prezentacji książki „Sztukmistrz z Lublina”Polska Isaaca Bashevisa Singera – rozstanie i powrót (1994)
- Contemporary Jewish Writing in Poland. An Anthology (2001, wspólnie z Antonym Polonskym)
- Odcienie tożsamości. Literatura żydowska jako zjawisko wielojęzyczne (2004)
- Kazimierz vel Kuzmir. Miasteczko różnych snów (2006)
- Następstwa zagłady Żydów. Polska 1944–2010 (współredaktor: Feliks Tych, 2011)

## Tłumaczenia
- Fredzia Phi-Phi (1986) – tłumaczenie Winnie the Pooh (Kubusia Puchatka[3])
- Zakątek Fredzi Phi-Phi (1990) – tłumaczenie The House at Pooh Corner (Chatki Puchatka[4])
- Sztukmistrz z Lublina (2024) – Isaac Bashevis Singer; pierwsze tłumaczenie na polski z języka jidysz (a nie za pośrednictwem angielskiego)[5] [6]

## Nagrody
W 2004 roku otrzymała nagrodę naukową im. Jana Karskiego i Poli Nireńskiej za badania nad literaturą jidysz.